# Pokémon Ranger i Świątynia Morza
Pokémon Ranger i Świątynia Morza (jap. 劇場版ポケットモンスターアドバンスジェネレーション ポケモンレンジャーと蒼海の王子 マナフィ Gekijōban poketto monsutā adobansu jenerēshon pokemon renjā to umi no ōji manafi; ang. Pokémon Ranger and the Temple of the Sea) – dziewiąty film o Pokémonach na podstawie anime Pokémon.

## Dubbing
| Postać      | Japoński dubbing   | Angielski dubbing |
| ----------- | ------------------ | ----------------- |
| Ash         | Rica Matsumoto     | Sarah Natochenny  |
| May         | Kaori Suzuki       | Michelle Knotz    |
| Max         | Kyoko Yamada       | Jamie Peacock     |
| Brock       | Yuji Ueda          | Bill Rogers       |
| Pikachu     | Ikue Ōtani         | Ikue Ōtani        |
| Jessie      | Megumi Hayashibara | Michelle Knotz    |
| James       | Shin-ichiro Miki   | Billy Beach       |
| Meowth      | Inuko Inuyama      | Billy Beach       |
| Jack Walker | Kōichi Yamadera    | Rich McNanna      |
| The Phantom | Hiroshi Fujioka    | Eric Schussler    |
| Lizabeth    | Kaori Manabe       | Emily Williams    |
| Judy        | Becky              | Rhonda Krempa     |
| Manaphy     | Yuri Shiratori     | Michelle Knotz    |
| Narrator    | Unshou Ishizuka    | Rodger Parsons    |